# Seward (Oklahoma)
Pour les articles homonymes, voir Seward.
Seward est une census-designated place du comté de Logan, dans l'État d'Oklahoma, aux États-Unis. En 2020, elle compte une population de 26 habitants.